# Austerlitz (roman)
Austerlitz är en roman från 2001 av W.G. Sebald. Den var hans sista roman. Romanen belönades med National Book Critics Circle Award samma år.

## Handling
Bokens berättare träffar en dag på järnvägsstationen i Antwerpen en engelsk arkitekturhistoriker vid namn Jacques Austerlitz. De kommer att träffas ytterligare ett par gånger med många års mellanrum och under dessa möten rullas Jacques Austerlitzs personliga historia upp. År 1939, när han var fem år gammal, sändes han med en Kindertransport från Prag till England där han placerades hos fosterförädrar. Det barnlösa paret raderar genom tystnad ut barnets ursprungliga identitet och pojken växer upp ovetandes om sin bakgrund. Men när han är vuxen börjar undan för undan hans historia göra sig påmind. Det får honom att undersöka var han kommer ifrån och vad som hände femtio år tidigare. 